# Alfred Streim
Alfred Streim (* 1. Januar 1932 in Neu-Isenburg; † 17. August 1996 in Heilbronn) war ein deutscher Staatsanwalt. Seit 1963 arbeitete er als Ermittler, ab 1984 als Leiter der Zentralen Stelle der Landesjustizverwaltungen zur Aufklärung nationalsozialistischer Verbrechen in Ludwigsburg.

## Leben
Streim war nach dem Studium der Rechts- und Staatswissenschaften 1952 bis 1956 an der Universität Hamburg und dem 2. Staatsexamen als Gerichtsassessor und Staatsanwalt bei der Staatsanwaltschaft Hamburg tätig, ehe er 1963 zur Zentralen Stelle der Landesjustizverwaltung zur Aufklärung nationalsozialistischer Verbrechen in Ludwigsburg abgeordnet wurde. 1966 wurde er dort Abteilungsleiter, 1975 als Oberstaatsanwalt stellvertretender Leiter und 1984 als Nachfolger Adalbert Rückerls Leiter der Zentralen Stelle. Streim führte während seiner drei Jahrzehnte währenden Tätigkeit in Ludwigsburg mehrere Tausend Vorermittlungen gegen mutmaßliche Täter in der Zeit des Nationalsozialismus durch. Seine Ermittlungsergebnisse trugen insbesondere auch zur Enttarnung von SS-Tätern des in Polen gelegenen Vernichtungslagers Majdanek bei, wofür er eine hohe polnische Auszeichnung erhielt.
In der Frage der Strafverfolgung von Verbrechen der Wehrmacht positionierte Streim sich 1995 als Kritiker und bemängelte, dass es trotz „über 1000 Ermittlungsverfahren gegen eine Vielzahl von Angehörigen der ehemaligen Wehrmacht, insbesondere des Heeres, die auf Initiative der Zentralen Stelle von den Strafverfolgungsbehörden eingeleitet wurden, in keinem Fall zu einer Anklage gekommen“ ist. Dabei seien die Gründe für die Einstellung der Verfahren „nur teilweise nachzuvollziehen gewesen“. Die strafrechtliche Verfolgung von Verbrechen durch Wehrmachtsangehörige sei „insbesondere aus politischen Gründen unterblieben“. Streim wandte sich während seiner gesamten Tätigkeit als auf NS-Verbrechen spezialisierter Staatsanwalt gegen eine Amnestie von Tätern oder Tendenzen, Ermittlungen wegen vermuteter Verjährung der Straftaten nicht aufzunehmen.
Geschichtswissenschaftlich bedeutsam sind seine Forschungen zur Behandlung sowjetischer Kriegsgefangener im Gewahrsam der Wehrmacht und zur Frage, ob es beim deutschen Überfall auf die Sowjetunion am 22. Juni 1941 einen expliziten Befehl Adolf Hitlers zur Judenvernichtung gegeben habe. Während Christian Streit in seiner Dissertation auf der Basis von Wehrmachtsakten von 3,3 Millionen in deutscher Kriegsgefangenschaft umgekommenen sowjetischen Rotarmisten ausgeht, schätzt Streim unter ergänzender Hinzuziehung von Prozessakten der Nachkriegszeit die Zahl der umgekommenen sowjetischen Kriegsgefangenen auf „mindestens 2.530.000“. In der Frage des Judenmords im Deutsch-Sowjetischen Krieg vertrat Streim gegen Helmut Krausnick gewandt die Auffassung, es habe vor dem 22. Juni 1941 keinen Mordbefehl Hitlers gegeben und die Täter seien nicht einfach als reine Befehlsempfänger zu betrachten. Der Historikerin Annette Weinke zufolge hat sich die „Krausnick-Streim-Kontroverse“ positiv auf die Entwicklung hin zu einem „Wissenstransfer zwischen Justiz und Historie“ ausgewirkt und dazu beigetragen, „ein deutlich höheres Bewusstsein für den historiographischen Wert der Ermittlungsunterlagen“ zu entwickeln.
In den 1990er Jahren bemühte sich Streim, nach dem absehbaren Ende der staatsanwaltschaftlichen Ermittlungen die mehr als 100.000 Untersuchungsakten in ein von ihm angestrebtes Ludwigsburger Institut zur Erforschung von NS-Gewaltverbrechen einzubringen, statt sie in das Bundesarchiv Koblenz zu überführen. Streim wollte die Forschungsunterlagen im Rahmen eines „Dokumentations- und Begegnungszentrums“ auch für die Öffentlichkeit nutzbar machen. Alfred Streim verstarb 1996 nach einem Schlaganfall. Fünf Jahre nach seinem Tod kam es 2001 zur Gründung der Forschungsstelle Ludwigsburg.

## Publikationen
- Die Behandlung sowjetischer Kriegsgefangener im „Fall Barbarossa“. Eine Dokumentation unter Berücksichtigung der Unterlagen deutscher Strafverfolgungsbehörden und der Materialien der Zentralen Stelle der Landesjustizverwaltungen zur Aufklärung von NS-Verbrechen. C.F. Müller Juristischer Verlag, Heidelberg u. Karlsruhe 1981, ISBN 3-8114-2281-2.
- Sowjetische Gefangene in Hitlers Vernichtungskrieg. Berichte und Dokumente 1941–1945. C.F. Müller Juristischer Verlag, Heidelberg u. Karlsruhe 1981, ISBN 3-8114-2482-3.
- Zur Eröffnung des allgemeinen Judenvernichtungsbefehls gegenüber den Einsatzgruppen, in: Eberhard Jäckel u. Jürgen Rohwer (Hrsg.): Der Mord an den Juden im Zweiten Weltkrieg. Entschlussbildung und Verwirklichung. Fischer-Taschenbuch-Verlag, Frankfurt/Main 1987, ISBN 3-596-24380-7, S. 107–119.
- Saubere Wehrmacht? Die Verfolgung von Kriegs- und NS-Verbrechen in der Bundesrepublik und der DDR, in: Hannes Heer u. Klaus Naumann (Hrsg.): Vernichtungskrieg. Verbrechen der Wehrmacht 1941 bis 1944. Hamburger Edition, Hamburg 1995, ISBN 3-930908-04-2, S. 569–597.